# Iwaszkowce (rejon turczański)
Iwaszkowce (ukr. Івашківці) – wieś na Ukrainie, w obwodzie lwowskim, w rejonie samborskim (wcześniej w rejonie turczańskim) nad Stryjem. Liczy około 52 mieszkańców. Pierwsze wzmianki o wsi pochodzą z 1570.
W 1921 liczyła około 288 mieszkańców. Do II wojny światowej w granicach Polski, wchodziła w skład powiatu turczańskiego. Zlokalizowana była tu Placówka Straży Celnej „Iwaszkowce”.
W 1925 urodził się tutaj Władysław Ossowski – polski żołnierz Związku Walki Zbrojnej, kurier Polskiego Państwa Podziemnego, działający na terenie okupacji sowieckiej.

## Ważniejsze obiekty
- Cerkiew greckokatolicka[potrzebny przypis]